# 21 at 33
21 at 33 es el decimocuarto álbum de estudio del músico inglés Elton John, y su álbum número 21 en total, realizado cuando John tenía 33 años, de ahí el título.
21 at 33 se grabó en Super Bear Studios, Niza, Francia, en septiembre de 1979, y Rumbo Recorders y Sunset Sound en Los Ángeles, California, de enero a marzo de 1980. Se lanzaron tres sencillos del álbum, incluido "Little Jeannie", su sencillo estadounidense con las listas más altas en 5 años.
El álbum vendió más de 900.000 copias en los Estados Unidos, sin obtener la certificación Platino.

## Grabación
Los otros dos miembros fundadores de la banda de Elton John original (activa entre 1969 y 1975), el baterista Nigel Olsson y el bajista Dee Murray, se reunieron con él para dos canciones. Su teclista James Newton Howard regresó y actuó en casi todas las pistas, como fue el caso de Rock of the Westies y Blue Moves. Otros músicos incluyeron miembros de Eagles y Toto, así como Peter Noone de Herman's Hermits y Bill Champlin y Toni Tennille de Captain & Tennille.
El título proviene del hecho de que este fue el álbum número 21 de John en total a la edad de 33 años. Según las notas de la edición remasterizada del álbum, el contenido incluye todos los álbumes estándar, dos compilaciones de grandes éxitos, dos álbumes en vivo, así como así como el lanzamiento de la banda sonora Friends, el EP de tres canciones de 12 pulgadas The Thom Bell Sessions y la colección de rarezas exclusivas del Reino Unido, Lady Samantha.
John no ha tocado nada del material en concierto desde la gira de 1980, con la excepción de "Little Jeannie", que, a pesar de haber sido un gran éxito en Norteamérica (#3 Pop y #1 Adult Contemporary en los Estados Unidos, y # 1 en Canadá), se incluyó solo en los dos conciertos del 2000 titulados One Night Only, y el concierto de calentamiento para los dos conciertos del Madison Square Garden en Wilkes-Barre, Pensilvania.

## Lista de canciones
| Lado A |                                       |          |  |
| N.º    | Título                                | Duración |  |
| 1.     | «"Chasing the Crown"»                 | 5:36     |  |
| 2.     | «"Little Jeannie"»                    | 5:14     |  |
| 3.     | «"Sartorial Eloquence"»               | 4:45     |  |
| 4.     | «"Two Rooms at the End of the World"» | 5:40     |  |

| Lado B |                                    |          |  |
| N.º    | Título                             | Duración |  |
| 1.     | «"White Lady White Powder"»        | 4:34     |  |
| 2.     | «"Dear God"»                       | 3:47     |  |
| 3.     | «"Never Gonna Fall in Love Again"» | 4:09     |  |
| 4.     | «"Take Me Back"»                   | 3:52     |  |
| 5.     | «"Give Me the Love"»               | 5:30     |  |
| 43:07  |                                    |          |  |

- Durante estas sesiones se grabaron once canciones más, excluyendo las caras B: cinco de las cuales fueron "Heart in the Right Place", "Carla/Etude", "Fanfare", "Chloe" y "Elton's Song"; estos aparecerían en el próximo lanzamiento de John, The Fox. Otras dos canciones grabadas fueron duetos en francés con France Gall, titulados "Les Aveux" y "Donner Pour Donner", que se lanzaron respectivamente en Francia como cara A y cara B de un sencillo de 7". Una canción era " The Retreat", que fue la cara B del sencillo "Princess" en 1982 y luego se incluyó como bonus track en la versión remasterizada del álbum Too Low for Zero. Las otras tres canciones fueron las caras B de los sencillos lanzados por The Fox en 1981.
- En 2003, Mercury/Universal y The Rocket Record Company reeditaron el álbum en CD, remasterizado por Gary Moore; la nueva formación no contenía bonus tracks.

## Posicionamiento en listas

### Posicionamiento semanal
| País                           | Mejor posición |
| ------------------------------ | -------------- |
| Australia                      | 7              |
| Canadá                         | 10             |
| Países Bajos                   | 41             |
| Francia                        | 3              |
| Italia                         | 25             |
| Japón                          | 56             |
| Nueva Zelanda                  | 3              |
| Noruega                        | 6              |
| Suecia                         | 16             |
| Reino Unido (UK Albums Chart)  | 12             |
| Estados Unidos (Billboard 200) | 13             |
| Alemania                       | 21             |

### Posicionamiento anual
| Región                             | Posicionamiento |
| ---------------------------------- | --------------- |
| Australian Albums Chart            | 25              |
| Canadian Albums Chart              | 42              |
| French Albums Chart                | 58              |
| German Albums (Offizielle Top 100) | 65              |
| New Zealand Albums (RMNZ)          | 23              |

## Certificaciones
| Región                                        | Certificación | Ventas  |
| --------------------------------------------- | ------------- | ------- |
| Music Canada                                  | Oro           | 50.000  |
| National Syndicate of Phonographic Publishing | Oro           | 100.000 |
| Recorded Music NZ                             | Oro           | 7.500   |
| Recording Industry Association of America     | Oro           | 500.000 |